# (3105) Stumpff
(3105) Stumpff (A907 PB) – planetoida z pasa głównego asteroid okrążająca Słońce w ciągu 3,4 lat w średniej odległości 2,26 j.a. Odkryta 8 sierpnia 1907 roku.